# 8 x 58 R Krag
8 x 58 R Krag er en riffel-og maskingeværammunition der blev udviklet i Danmark i 1880'erne som en røgsvagt krudts patron. Det blev brugt indtil 1945.

## Våben i kaliberen
- Krag-Jørgensen
- Maskingevær Madsen